# Kostel Zvěstování Panny Marie (Šumperk)
Kostel Zvěstování Panny Marie v Šumperku byl součástí dominikánského kláštera, který vznikl na konci 13. století. Původní gotická forma chrámu byla setřena po řadě přestaveb. Jeho dnešní barokní podoba je výsledkem rekonstrukce po požáru v roce 1669, boční kaple svatého Jana Nepomuckého byla přistavěna kolem roku 1730. Mimořádně cenný barokní mobiliář vznikal od druhé poloviny 17. století do poloviny 18. století. Z tohoto období pocházejí také fresky uničovského malíře Ignáce Oderlického v boční kapli svatého Jana Nepomuckého. V roce 1784 císař Josef II. šumperský dominikánský konvent zrušil. Klášter byl přestavěn na kasárna. Kostel je v majetku města Šumperka. Obnova kostela byla zahájena v roce 1990. Kostel byl odsvěcen a od dubna 2005 slouží veřejnosti ke kulturním a společenským účelům. V roce 1958 byl areál kláštera s kostelem zapsán do seznamu kulturních památek.

## Historie

### Gotická výstavba (13.- 1. pol. 16. století)
Působení dominikánského řádu v Šumperku je písemně doloženo v 90. letech 13. století. V jihovýchodní části města při obvodu hradeb v blízkosti městské tvrze, v místě s nejvyšším stupněm ochrany zde nová komunita dominikánů založila řádový dům, kostel, hřbitov i zahradu. Kostel vedle řádového domu byl dostavěn před rokem 1325. Jeho výstavba patrně započala na přelomu 13. a 14. století a nejdříve bylo dostavěno a používáno kněžiště. Kostel neměl v souladu se zásadami žebravého dominikánského řádu věž. Hlavní vchod do chrámu byl pro veřejnost v severním bočním průčelí, pro obyvatele kláštera v jižní lodi při vítězném oblouku. Dlouhé, pětiboce ukončené kněžiště bylo původně zaklenuto gotickou klenbou do žeber, cca o dva metry výše, než je vrchol stávající barokní klenby. Vyšší byla i okna, členěná kamennými gotickými panely.
V roce 1513 byl kostel značně poškozen při požáru města. Chrám byl poté opraven za přispění Petra I. ze Žerotína ještě v duchu gotického slohu. Z konstrukcí středověké stavby se dochovalo po celé výši budovy jen zdivo kněžiště a západní zeď chrámové lodi.

### Luteránské období (2. pol. 16. století - 1. polovina 17. století)
Ve druhé polovině 16. století, když byli dominikáni z města vypuzeni a kostel se stal luteránským, byly uvnitř po obvodu lodi zřízeny zpěvácké tribuny a před západním průčelím kostela postavena věž se zvonicí. Po návratu dominikánů ve 20. letech 17. století byly zahájeny rozsáhlé opravy kláštera i kostela. Zpěvácké tribuny byly odstraněny a postaven stávající dvoupatrový kůr přístupný z kláštera. Kněžiště bylo nově zaklenuto a jeho výška se značně snížila. Přistavěna byla malá boční kaple. Pobělohorská obnova kostela, zahrnující výstavbu nové klenby, zvětšení oken a zhotovení fresek s mariánskou tematikou, byla ukončena roku 1659.

### Barokní přestavba (2. pol. 17. století - 1. pol. 18. století)
Barokní přestavbu chrámu a kláštera po ničivém požáru města v roce 1669, který zasáhl i klášterní kostel, inicioval opat kláštera Hyacint Missenius. Přispíval na ni kníže Karel z Lichtenštejna. Byla dokončena v r. 1688. Po přestavbě zůstalo zachováno gotické zdivo lodi jen do výše parapetů původních středověkých oken. Boční zdi lodi byly zesíleny polopilíři nesoucími klenební pásy. Mezi pásy byla sklenuta valená klenba s lunetami, nasedající na výraznou průběžnou římsu. V severní a jižní zdi byla prolomena tři půlkruhově zaklenutá okna. Byl pořízen nový mobiliář, postaveny oltáře sv. Barbory, sv. Máří Magdaleny a sv. Dominika. Na epištolní straně lodi u vítězného oblouku byla zřízena kazatelna.
V první třetině 18. století byla pod podlahou kněžiště vybudována krypta určená k pohřbívání řádových bratří. V lodi se pohřbívalo jak do hrobek, tak i přímo pod podlahu. Rodinnou hrobku měli v kostele vedle hlavního oltáře i Žerotínové, ta však byla při stavbě nové krypty zlikvidována. V polovině dvacátých let 18. století byl nákladem Ludvíka ze Žerotína pořízen nový hlavní oltář s ústředním obrazem Zvěstování Panny Marie. Byla odstraněna malá boční kaple a na místo ní v r. 1730 postavena velká kaple sv. Jana Nepomuckého, která byla spojena s kněžištěm kostela vysokými zaklenutými vstupy. Na počátku čtyřicátých let 18. století došlo k závažné proměně vzhledu hlavního oltáře, který upravil a novými sochami opatřil významný olomoucký sochař Ondřej Zahner. Motiv Zvěstování Panny Marie pokračuje na klenbě nad oltářem, kde je znázorněno na fresce od Franze Helwiga z roku 1756 Nanebevzetí Panny Marie.
Kolem poloviny 18. století byla stavba výrazně upravována, především v prostoru hlavního oltáře. K závěru kostela byla přistavěna půlkruhová stavba s dvouramenným schodištěm, přístupným z kněžiště. Hlavní oltář není samostatně stojící, nýbrž je postranními křídly spojen s obvodovou zdí presbyteria. Oltář je těmto bočním částem mírně představen, křídla však architektonickým pojetím zcela navazují na oltář a vše tak působí jako celek. Do spodní části křídel jsou prolomeny oblouky sloužící jako přístup k prostoru za oltářem, kde se nachází schodiště na řádovou oratoř v patře. V patře za oltářem bylo zřízeno po obvodu zdiva dřevěné obložení oratoře se dvěma šesticemi křesel a s parapetními pulty před nimi. Byly zbudovány oltáře sv. Vincence a sv. Kříže. Malované pozadí oltáře sv. Kříže, město Jeruzalém, je rovněž prací Helwigovou. Při severní zdi lodi byla zřízena protáhlá obdélná boční přístavba se dvěma vchodovými dveřmi, tzv. Česká kaple, která byla vítězným obloukem spojena s kaplí Jana Nepomuckého. Tuto kapli vyzdobil r. 1753 uničovský malíř Ignác Oderlický freskou s apoteózou tohoto světce, pokrývající celý strop.

### Zrušení kláštera (2. pol. 18. století - 19. století)
V roce 1784 císař Josef II. dominikánský klášter zrušil a byla v něm zřízena kasárna. Po roce 1792, když bylo pro vojáky postaveno nad přilehlými klášterními budovami druhé patro, byla zazděna okna v jižní zdi kostela. Klášterní kostel zůstal až do r. 1847 bez majitele. Poté přešel do majetku města, které začalo zchátralou stavbu opravovat. Nízká věž před západním průčelím byla upravena v klasicistním stylu a přes její přízemí byl zřízen po poměrně příkrých schodech nový hlavní vchod do kostela. Prostor bývalého šnekového schodiště byl otevřen do České kaple a v něm byl postaven oltář 1. zastavení křížové cesty.Vedle něho byly vybudovány pohodlné dřevěné schody na malý kůr otevřený do kaple. Z něho pak byl probourán další vstup do patra kůru v lodi kostela. Ke kapli sv. Jana Nepomuckého byl přistavěn segmentový závěr zaklenutý konchou. V 19. století přibyly v interiéru další obrazy a sochy na oltářích, postaveny klasicistní schody na kazatelnu a do bohatě vyřezávaného barokního rámu namaloval mladý, dosud ještě neznámý umělec Severin Pfalz poprsí Krista, kopii podle Leonardovy Poslední večeře. Kostel byl používán jako filiální především ke školním bohoslužbám a pro výbornou akustiku i k veřejným hudebním produkcím.

### Novodobá historie (20. století - současnost)
Klášterní areál využívalo město Šumperk k různým účelům – pro potřeby hasičů, jako vězení, muzeum, byty. Ve druhé polovině 20. století byly budovy postupně modernizovány a byla zde umístěna střední zdravotnická škola.
V první polovině 20. století byl kostel elektrifikován a v kostelní lodi byl zavěšen mohutný křišťálový lustr. Pískovcová podlaha byla pokryta betonovou dlažbou. Na zdi kněžiště byly roku 1931 pořízeny nástěnné malby s výjevy ze života Panny Marie a Sv. Rodiny od šumperského malíře Alfréda Meissnera. Kapli sv. Jana Nepomuckého doplnily olejomalby ze života světce od šumperského rodáka Karla Brachtela.
Po roce 1945 byla údržba zanedbávána a stav kostela se rychle zhoršoval, především z důvodu nadměrné vlhkosti. V roce 1964 přestal být využíván k církevním účelům. V letech 1988-89 byl kostel opatřen novou střešní krytinou. V roce 1990 byly zahájeny záchranné práce na dřevěných částech kostela, které byly napadeny dřevomorkou domácí, byl opraven historický krov. V roce 1992 započaly několikaleté průzkumové a sanační práce na vysoušení zdiva a odvodnění stavby. Byla položena nová podlaha z maletínského pískovce, proveden rozsáhlý archeologický průzkum, osazena nová okna. Z provozních důvodů byly zrušeny schody na kůr v České kapli a místo nich postaveno sanitární zařízení. Prostor kostela byl propojen s budovou kláštera v jižní lodi pod kůrem. V roce 1994 byly zadány první restaurátorské práce na mobiliáři a byla odkryta freska v kněžišti kaple sv. Jana Nepomuckého. V závěru roku 1994 byl do kostelní věže osazen Zvon Svobody odlitý v dílně Dytrychových z Brodku u Přerova. Stavební, sanační i restaurátorské práce pokračovaly celých 15 let, až do roku 2005. Rekonstrukce kostela si vyžádala náklady převyšující 38 mil. Kč. Opravený kostel byl slavnostně otevřen 2. dubna 2005. Provoz kostela zajišťuje město Šumperk. Kostel je odsvěcen a je využíván jako kulturní zařízení města pro výstavní, koncertní a společenskou činnost.

## Popis

### Exteriér
Areál kláštera s kostelem Zvěstování Panny Marie je situován na vnitřní východní straně středověké městské hradební zdi.
Koncepčně odpovídá architektonické pojetí jednolodnímu kostelu s pětibokým závěrem, ke kterému bylo v přízemí pod okny v polovině 18. století přistavěno půlválcové zakončení mezi dvěma odstupňovanými opěráky. K hlavní lodi a kněžišti na severní straně přiléhají dvě kaple. U presbytáře je to kaple sv. Jana Nepomuckého s půlkruhovým závěrem, zastřešená mansardovou střechou. Podél lodi na ni navazuje nižší a užší Česká kaple obdélného půdorysu s bočním vchodem do kostela. Jižní strana lodi těsně přiléhá k budově kláštera, k presbytáři je na této straně přistavěna sakristie. Hlavní vstup do kostela je přes přízemí věže, která byla přistavěna u západního průčelí a je stejně vysoká jako hlavní loď. V prostoru vedle věže a boční stěny kaple je umístěna socha sv. Jana Nepomuckého. Doba vzniku sochy se odhaduje kolem r. 1730 a autorem by mohl být barokní sochař Jiří Antonín Heinz, který v Šumperku v této době pracoval.

### Interiér
Hlavní loď je zaklenuta valenou klenbou s lunetovými výsečemi, do kterých jsou prolomena podlouhlá oblouková okna. Členění stropu klenebními pasy a výsečemi je zdůrazněno výmalbou. Tlaky čtyř klenebních polí jsou svedeny do desíti vtažených pilířů, jedná se tedy o poměrně raný příklad barokní haly se vtaženými pilíři. Obvodové zdivo hlavní lodi a kněžiště však plně využívá původního gotického zdění. V nikách mezi jednotlivými pilíři jsou umístěny oltáře. Ve výklencích, které vznikly po zazdění oken na jižní straně lodi, je figurální výmalba.
Prostor hlavní lodi a presbyteria je vymezen vítězným obloukem v podobě mohutného klenebního pasu a pilířů. Osa presbytáře vůči lodi je mírně vychýlena jižním směrem, což opticky zvětšuje hloubku chrámu. Dvě klenební pole presbyteria jsou klenuta křížovou klenbou, pětiboký závěr je klenut klenbou paprsčitou, jejíž tlaky jsou svedeny do vnějších odstupňovaných opěráků. Mezi nimi jsou prolomena čtyři vysoká okna s půlkruhovými záklenky. Z původního pátého okna byla v 18. století vybudována malá oratoř pro vedlejší kapli sv. Jana Nepomuckéh. K jižní zdi presbyteria přiléhá čtvercová, křížově klenutá sakristie, k severní zdi poměrně prostorná kaple sv. Jana Nepomuckého. Za hlavním oltářem se v patře nachází dřevem obložená oratoř pro řádové bratry s dvanácti sedadly a pulty. Pod podlahou presbyteria je krypta řádových bratří tvořená dvěma valeně zaklenutými prostorami. Pod podlahou kostela bylo na různých místech odkryto několik dalších hrobek, v nichž byli pohřbeni šumperští občané.
Na západní straně lodi je vybudován dvoupatrový kůr s varhanami členěný do tří křížově zaklenutých polí. I zde jsou menší klenby neseny vtaženými pilíři. Pilíře s jednoduchými horizontálně členěnými hlavicemi nesou hlavní římsu, která obíhá po celém obvodu zdiva hlavní lodi. V posledním patře je směrem do lodi jen zděný parapet.
V blízkosti kůru je hlavní loď na propojena s Českou kaplí, která s navazující kaplí sv. Jana Nepomuckého vytváří sálový prostor po celé délce severního průčelí lodi. V prostoru pod malou kruchtou na západní straně kaple byl instalován oltář 1. zastavení křížové cesty a místo původního schodiště bylo zřízeno sanitární zařízení. V severní stěně jsou prolomeny dveře, které tvoří boční vchod do kostela.

## Umělecká výzdoba

### Presbytář
Hlavní oltář Zvěstování Panny Marie je od ostatních oltářů kostela specifický tím, že nenese žádný oltářní obraz, jeho výzdoba je výhradně sochařská. Všechny sochy a architektonické prvky jsou dřevěné a polychromované. Úprava oltáře je dílem významného olomouckého umělce Ondřeje Zahnera, který sám vytvořil ústřední dvojici skulptur Panny Marie a Archanděla Gabriela. Celá kompozice oltáře se pak odráží ve výjevech nástropní fresky Franze Helwiga v závěru kněžiště, kde je zobrazeno Nanebevzetí Panny Marie. Na zadní straně oltáře směrem na řádovou oratoř se nachází olejomalba znázorňující dominikány uctívající Pannu Marii. Za hlavním oltářem je dochována dvoukřídlá kovaná mříž s mimořádně kvalitní malířskou výzdobou z roku 1711. Zdi presbytáře zdobí nástěnné malby s výjevy ze života Panny Marie a Sv. Rodiny od šumperského malíře Alfréda Meissnera z roku 1931.

### Hlavní loď
Závěsný obraz Zvěstování Panny Marie, který se nachází v první nice epištolní strany hlavní lodi kostela, byl zřejmě původně součástí výzdoby hlavního oltáře. Jeho autorství se zatím nepodařilo určit.
Boční oltář sv. Dominika jakožto hlavního světce klášterního kostela patří do skupiny raně barokních oltářů pořízených do interiéru v 80. letech 17. století. Tyto oltáře stylově tvoří trojici, k níž dále patří oltáře sv. Barbory a sv. Máří Magdaleny, umístěné v presbytáři. Dvojice pozdně barokních oltářů sv. Vincence Ferrerského a sv. Kříže na evangelijní straně byla do interiéru kostela pořízena v závěru 40. let 18. století. 
Jednou z nejkvalitnějších interiérových památek je kazatelna umístěná na epištolní straně lodi kostela při vítězném oblouku. Polychromované řezbářské dílo z lipového dřeva s náročně koncipovanou výzdobou je datováno k roku 1684.
Ve čtyřech zaslepených lunetových výklencích jižní stěny jsou figurální malby od Alfréda Meissnera ze třicátých let 20. století.

### Kaple sv. Jana Nepomuckého
Oltář sv. Josefa a Krista Pána se nachází při pravé straně kněžiště kaple sv. Jana Nepomuckého, stylově tvoří protějšek oltáři Panny Marie Sedmibolestné. Oltářní obraz Smrt sv. Josefa vytvořil Franz Helwig v roce 1749.
Barokní oltář sv. Jana Nepomuckého a Čtrnácti svatých pomocníků je hlavním oltářem boční kaple sv. Jana Nepomuckého a vznikl pravděpodobně ve stejné době jako boční oltáře této kaple, tj. v první polovině 18. století. Bohatá sochařská výzdoba je tvořená soškami Čtrnácti svatých pomocníků, které ve vrcholu oltáře doplňuje Archanděl Michael. Celý soubor zakončuje Nejsvětější trojice. Stropní fresková výzdoba kaple nese výjevy ze světcova života zachycené na dvou klenebních polích a v konše. Autorem stropní výmalby z roku 1753 je uničovský malíř Ignác Oderlický působící na řadě míst na Šumpersku.
Součástí výzdoby jsou tři nástěnné malby od šumperského rodáka, akademického malíře Karla Brachtela ml.

### Česká kaple
Zdi kaple zdobí část obrazů z kolekce křížové cesty, která pochází od různých autorů. Jádro kolekce vytvořil s největší pravděpodobností uničovský barokní malíř Jakub Zink. Je zde také obraz s výjevem Posmívání se Kristu, kopie pozdně středověké malby, který byl původně umístěn v nice pod kruchtou. Nyní se zde nachází restaurovaný fragment nástěnné malby zobrazující anděla se symboly Arma Christi datovaný do první poloviny 19. století. Nika je chráněna novodobou kovanou mříží.

## Galerie

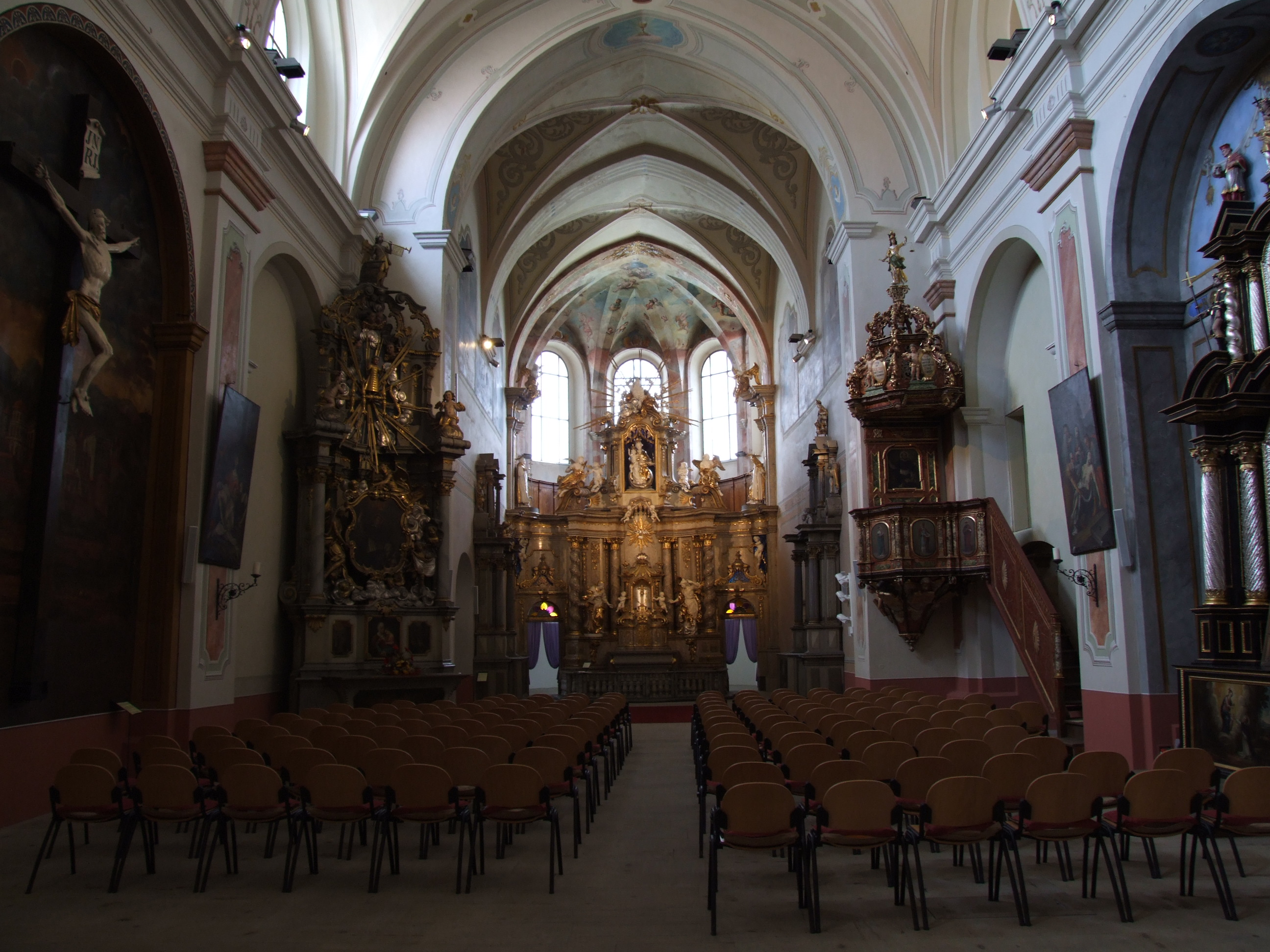
Hlavní loď
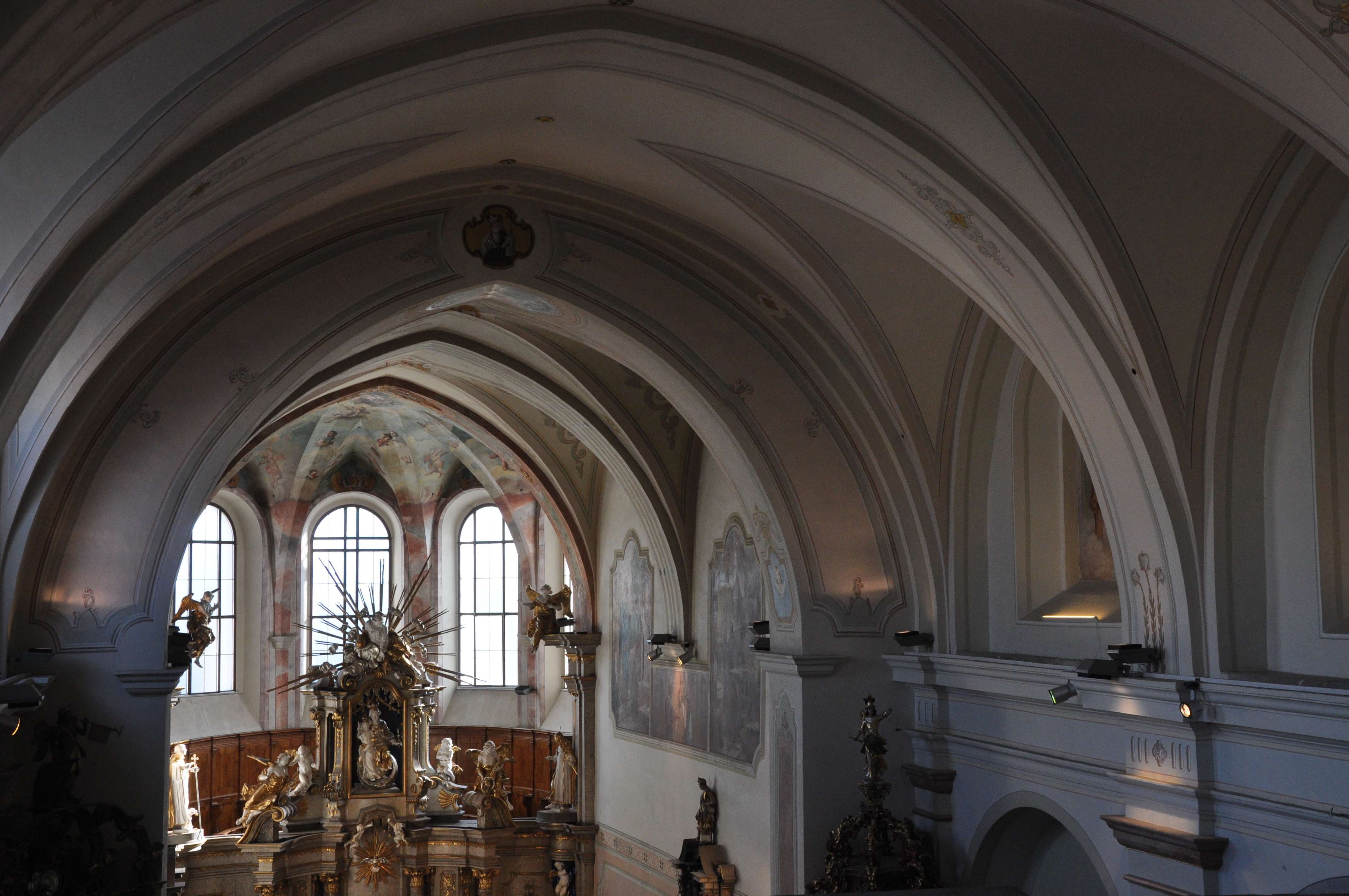
Hlavní loď-pohled z kůru
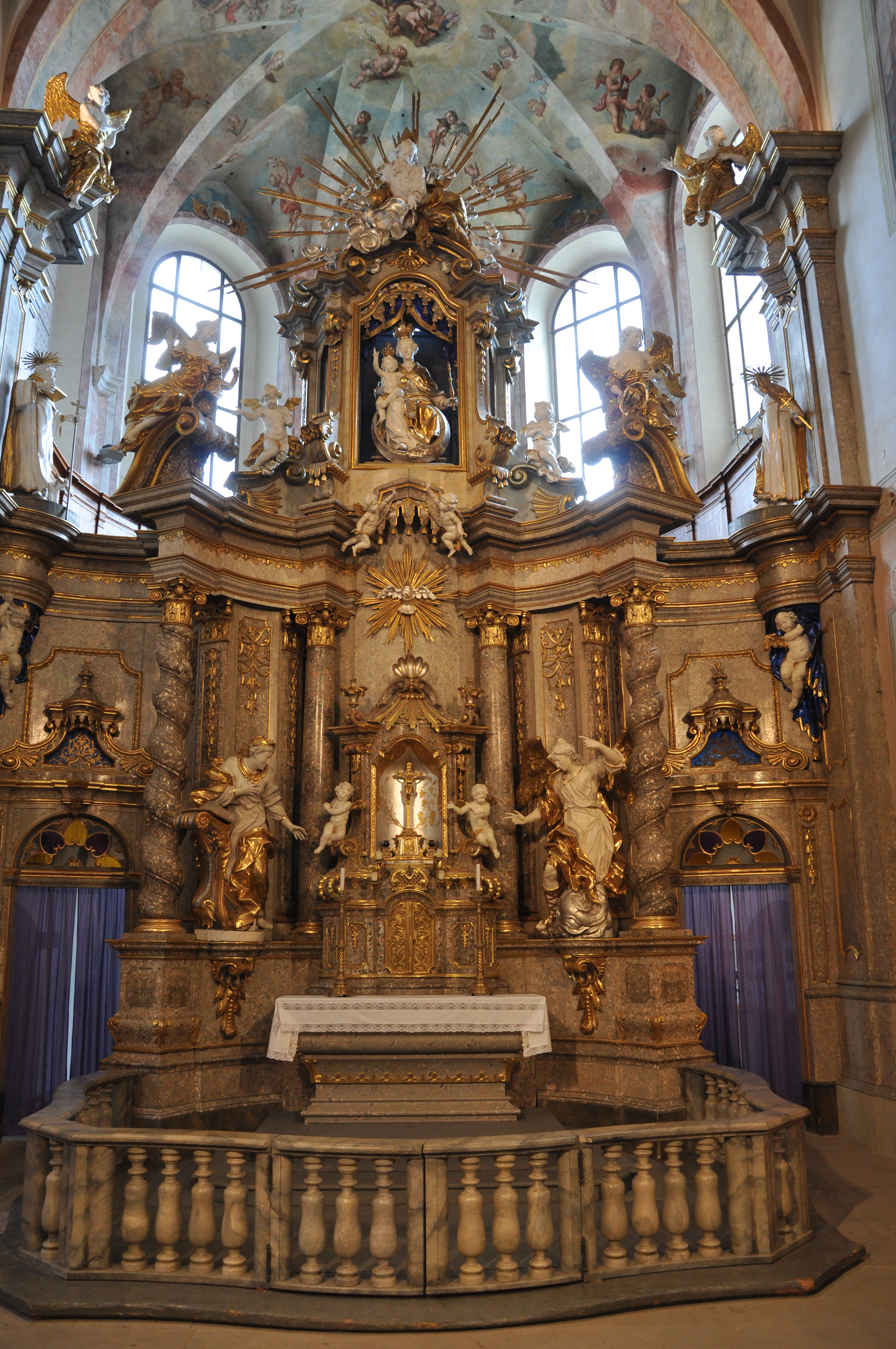
Hlavní oltář
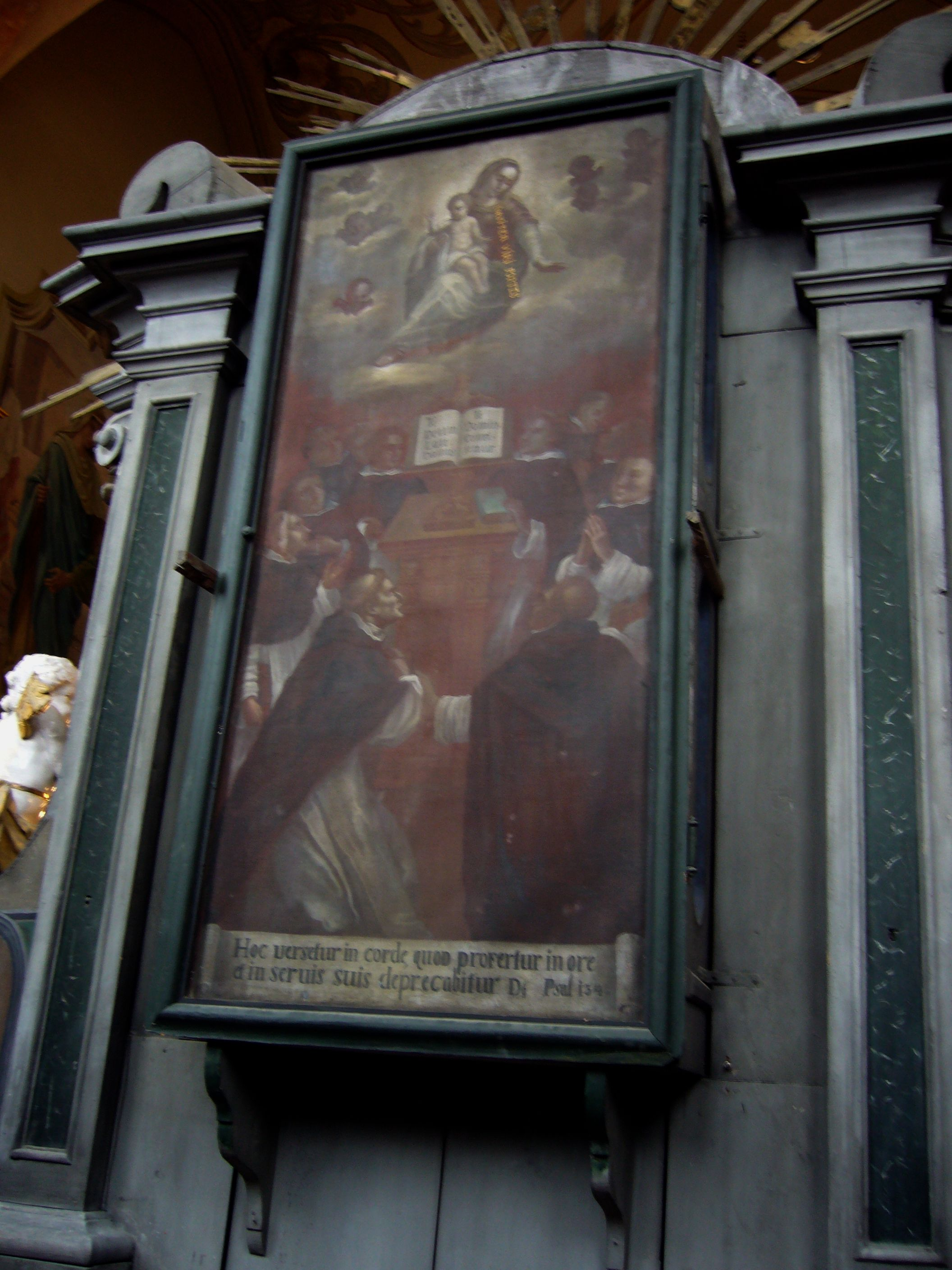
hlavní obraz v oratoři dominikánů za hlavním oltářem
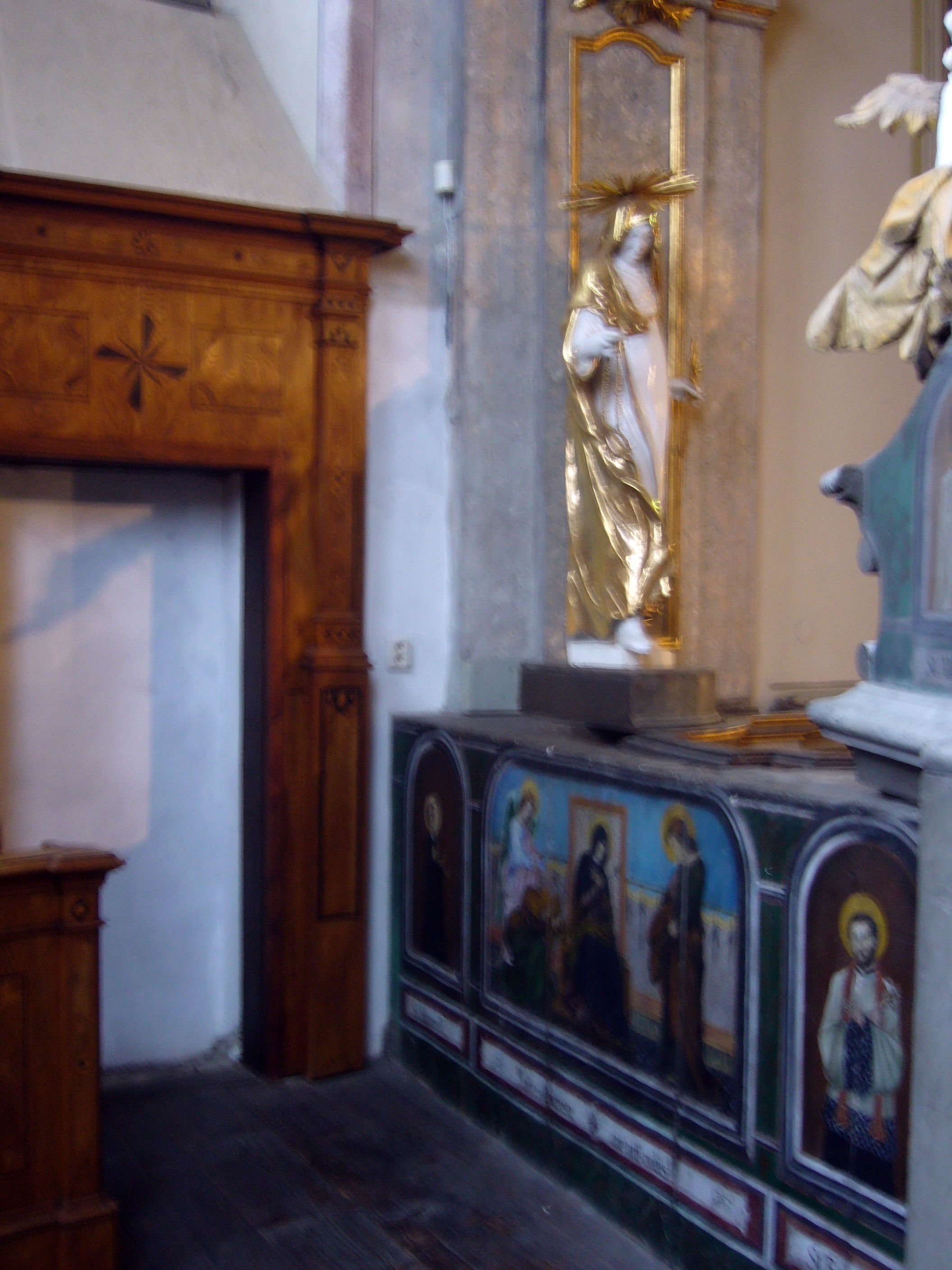
oratoř dominikánů
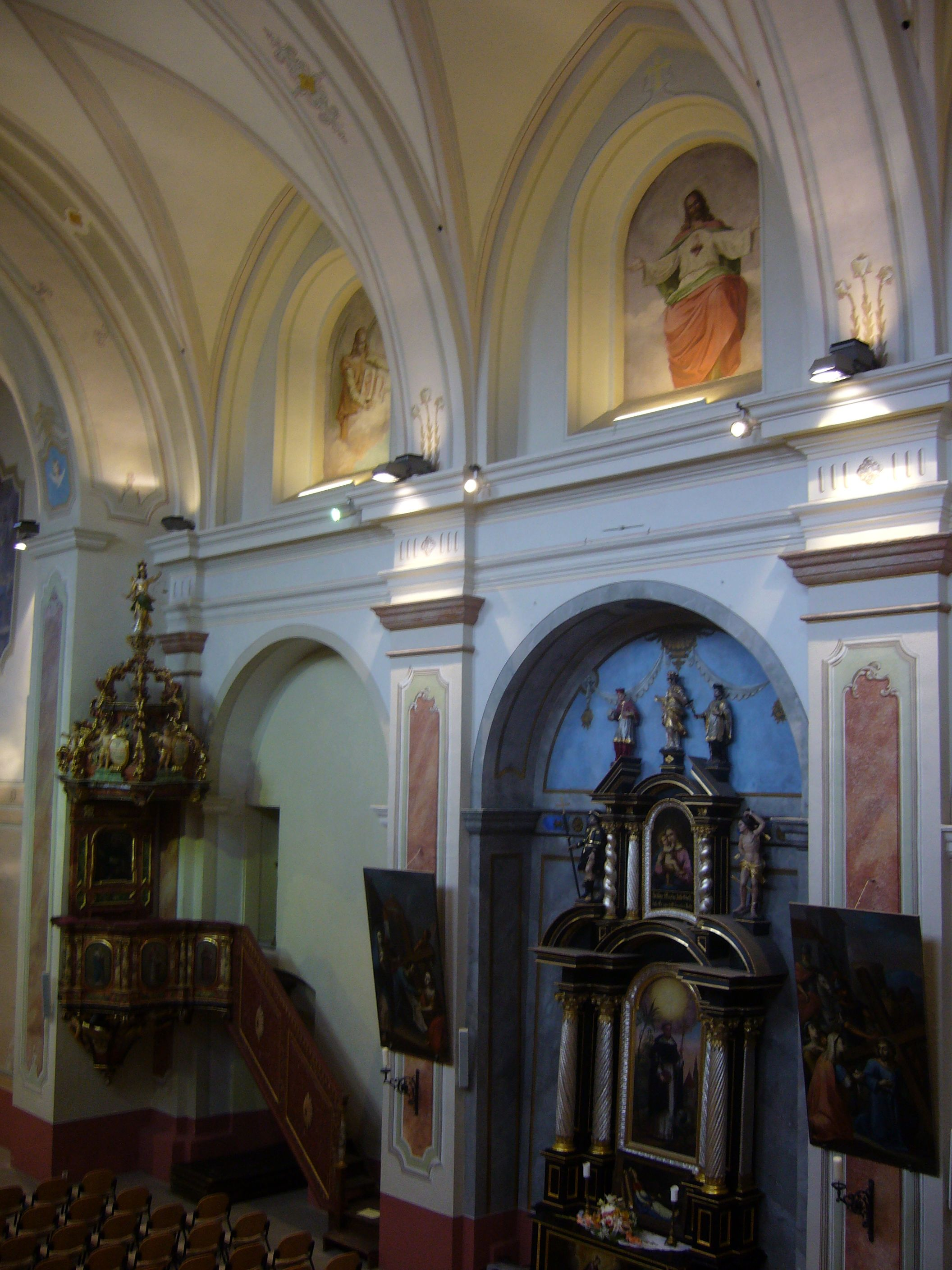
epištolní strana hlavní lodi s kazatelnou
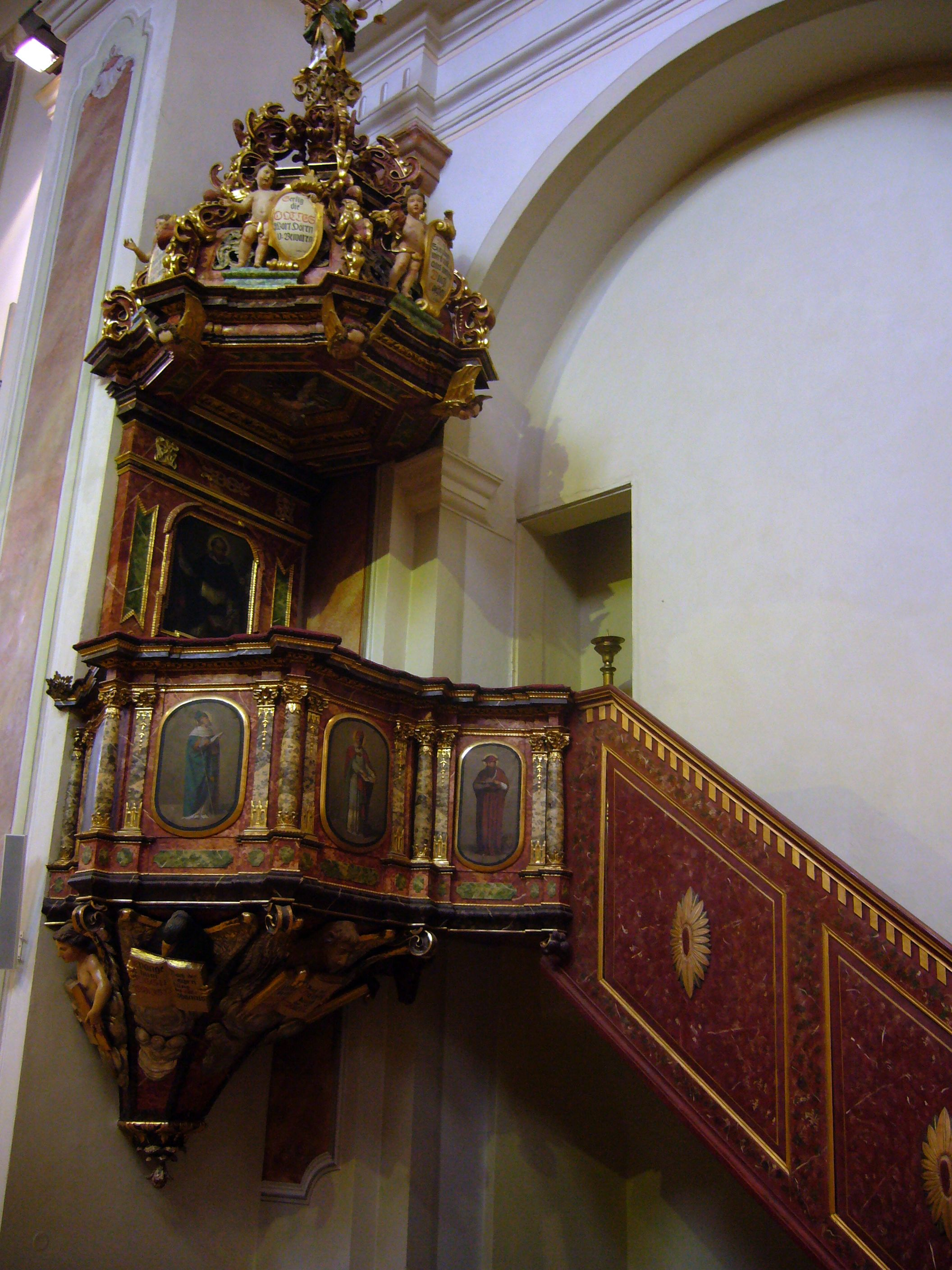
Kazatelna
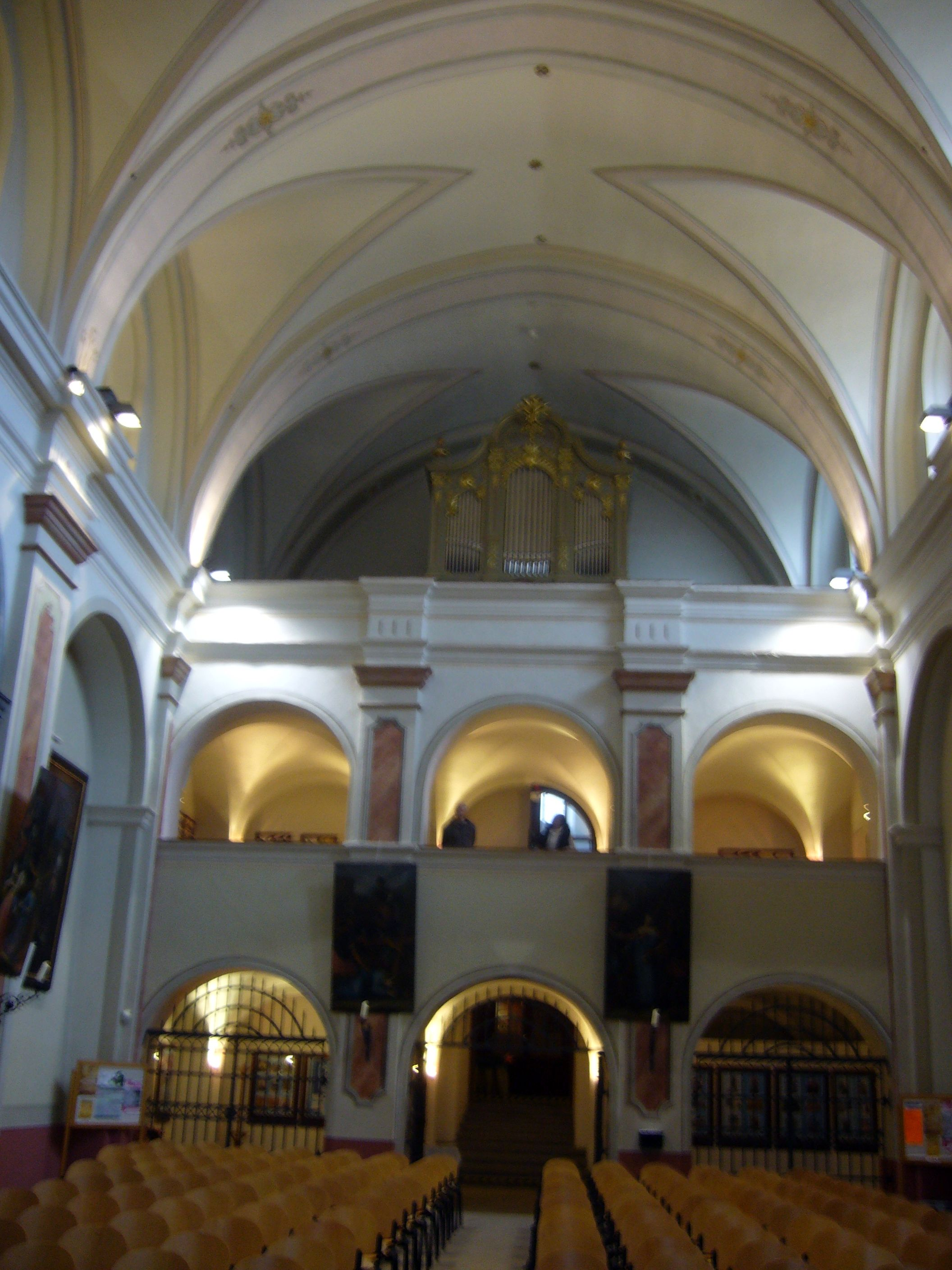
hlavní loď – kruchta s varhanami
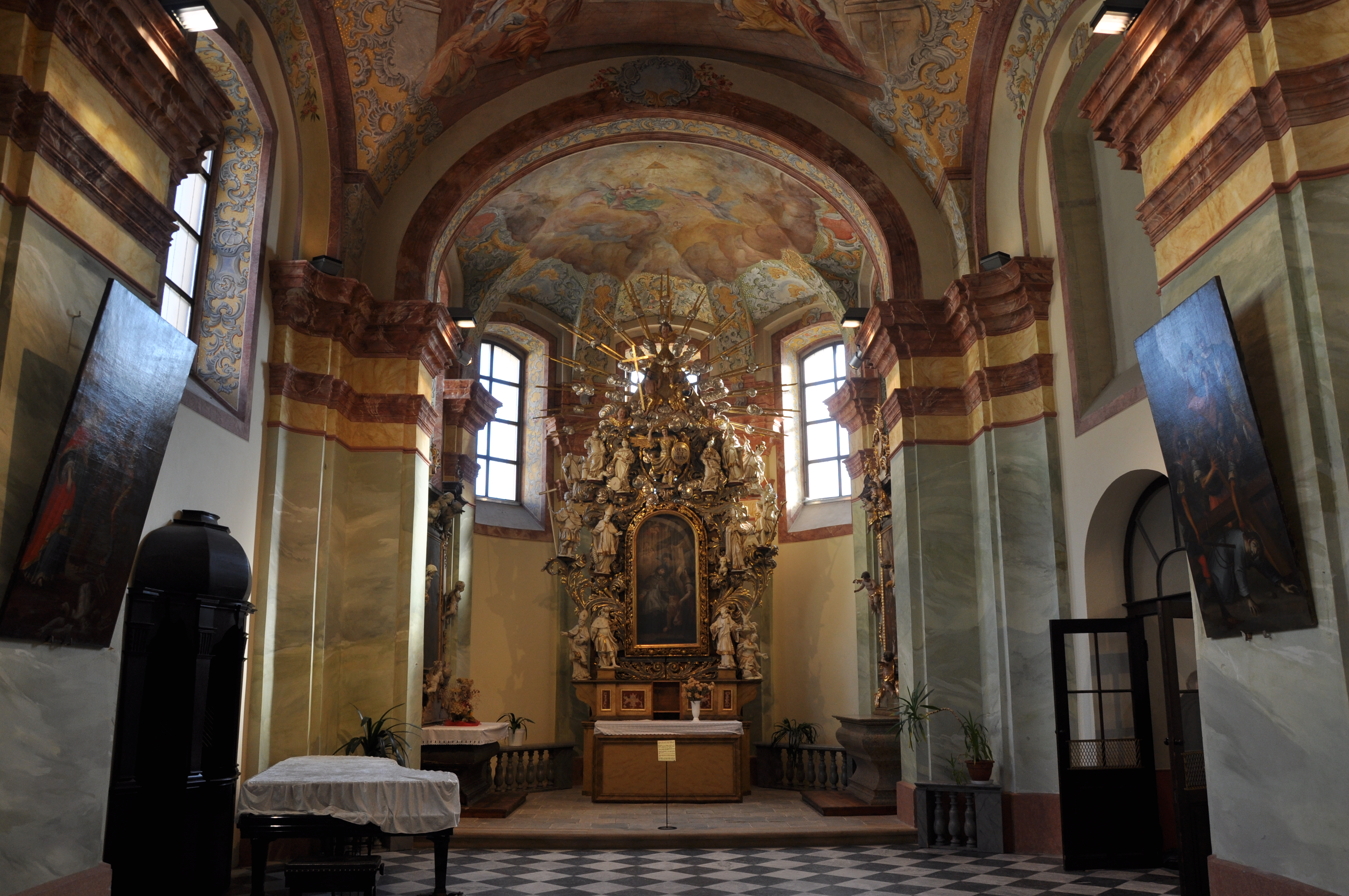
kaple sv. Jana Nepomuckého
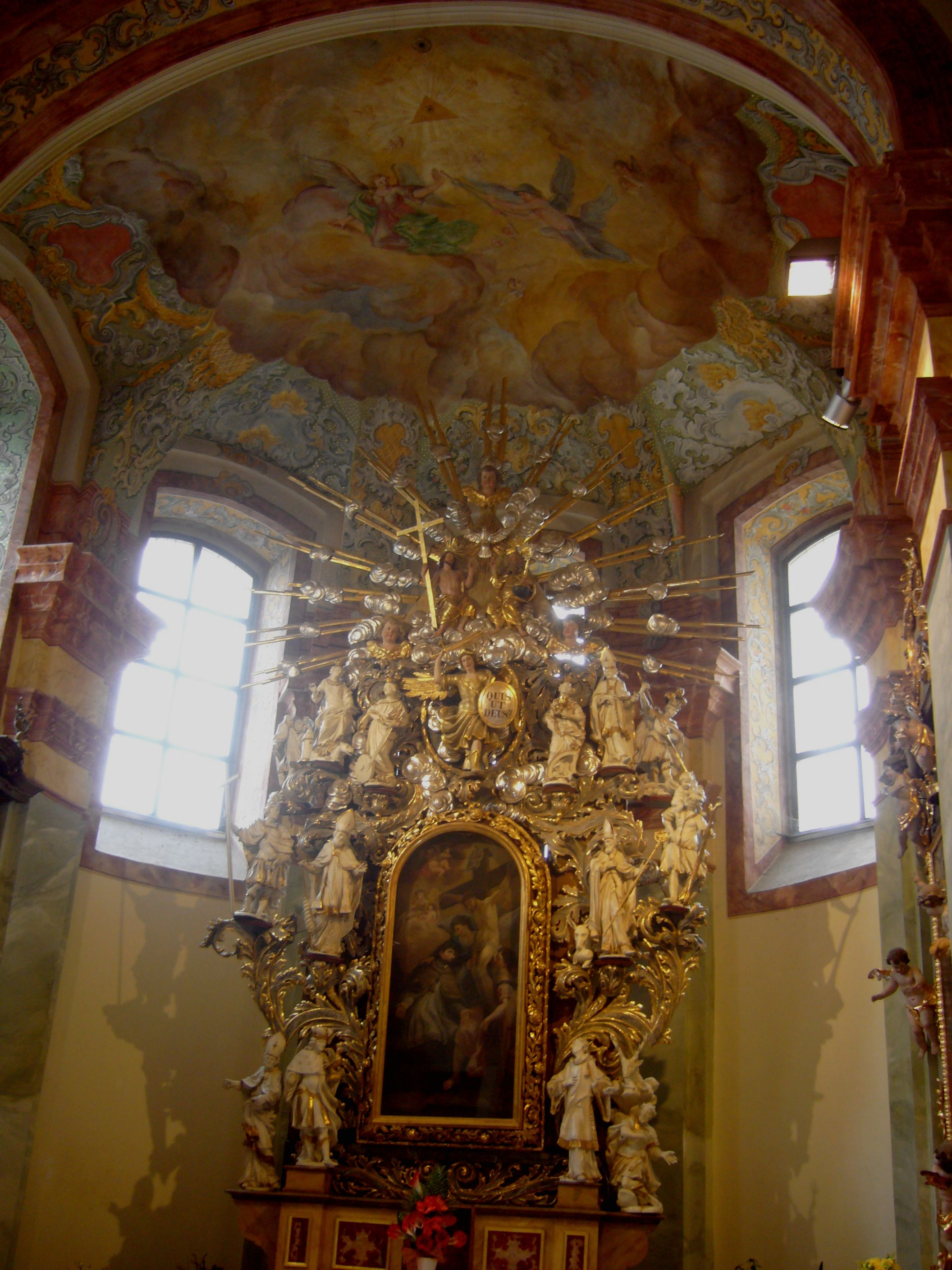
kaple sv. Jana Nepomuckého – oltář a stropní freska
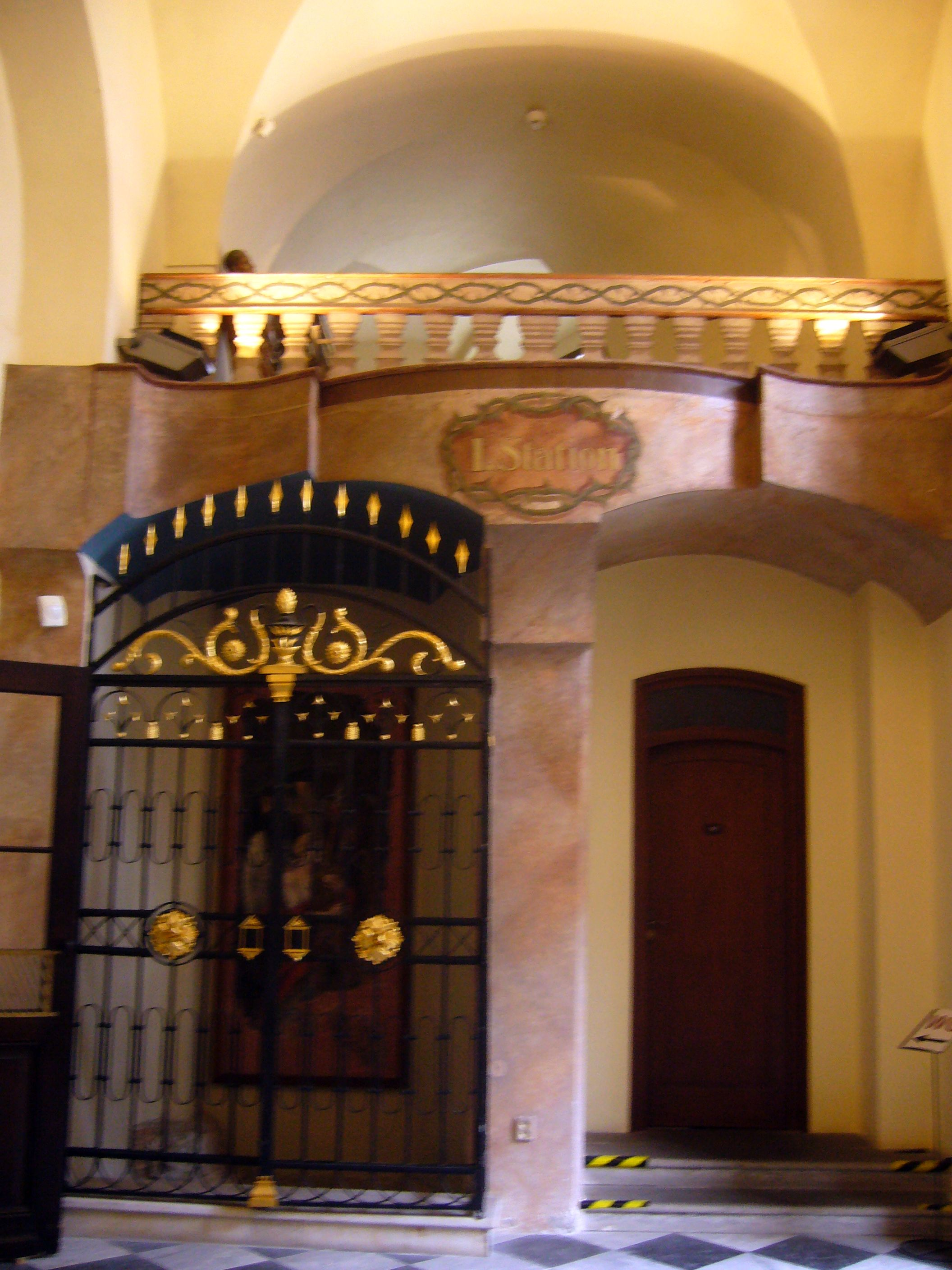
Česká kaple – oratoř a nika s fragmentem nástěnné malby